# アダム・グリーンバーグ (野球)
アダム・ダニエル・グリーンバーグ（Adam Daniel Greenberg, 1981年2月21日 - ）は、アメリカ合衆国・コネチカット州ニューヘイブン出身の元プロ野球選手（外野手）。右投左打。

## 経歴

### プロ入りとマイナー時代とカブス時代
2002年のMLBドラフトでシカゴ・カブスに9巡目指名され、契約を結んだ。この年は、傘下のA級ランシング・ラグナッツとA+級デイトナ・カブスでプレーした。
2003年も、傘下Aのデイトナ・カブスでプレーした。
2004年は、開幕を前年同様、A級デイトナで迎えた。シーズン途中に、AA級ウェストテン・ダイヤモンドジャックスに昇格した。その後、AAA級アイオワ・カブスにも昇格した。
2005年は、開幕をAA級ウェストテンで迎えた。3ヶ月ベネズエラのウィンターリーグに参加した。7月7日にメジャーに昇格した。7月9日のフロリダ・マーリンズ戦（ドルフィンズ・スタジアム）の9回表にウィル・オーマンの代打で出場してメジャーデビューを果たすが、バレリオ・デロスサントスが投じた初球の92mph（148km/h）の速球を後頭部に受ける死球により退場。この結果、視覚障害、良性発作性頭位めまい症などの後遺症に悩まされ、メジャーでの出場はこの1打席のみに終わっていた。
2006年に復帰した。AA級ウェストテンとAAA級アイオワでプレーしたものの成績不振だった。その後、6月2日に解雇された。

### ドジャース傘下時代
その後、ロサンゼルス・ドジャースとマイナー契約を結んだ。傘下のAA級ジャクソンビル・サンズへ異動となった。

### ロイヤルズ時代
2006年12月5日にカンザスシティ・ロイヤルズとマイナー契約を結んだ。
2007年は、傘下のAA級ウィチタ・ラングラーズでプレーした。
2008年12月にロイヤルズと再契約を結び、残留する。

### エンゼルス傘下時代
2009年は、ロサンゼルス・エンゼルス・オブ・アナハイムとマイナー契約を結んだ。傘下のAA級アーカンソー・トラベラーズでプレーした。

### ブルーフィッシュ時代
2009年2月23日にシンシナティ・レッズとマイナー契約を結んだが、スプリングトレーニングに参加せず、退団した。その後、アトランティックリーグのブリッジポート・ブルーフィッシュと契約を結び、2011年まで所属していた。
尚、2011年には件の死球を与えたデロスサントスも同じくアトランティックリーグのロングアイランド・ダックスに所属していた (デロスサントスは2ヶ月ほどでメキシカンリーグに移籍) 。
その頃、彼の野球への情熱を失わず、メジャー昇格を目指す姿がカブスファンの心を動かし、"ONE AT BAT GREENBERG"（グリーンバーグにもう1打席を）というファン主導のムーブメントを引き起こす。
2012年に、第3回WBC予選のイスラエル代表に選出された。1回戦の南アフリカ共和国戦では代走による出場で1得点を記録。2回戦のスペイン戦では守備交代要員として出場。2回戦敗退でイスラエル代表は敗退した。両試合で打席に立つことはなかった。

### 7年振りのMLB復帰
2012年9月27日、2005年に後頭部死球を受けた試合の対戦相手のマイアミ・マーリンズ（当時はフロリダ・マーリンズ）からの申し出によりマーリンズと「1日限定契約」を結び、10月2日のニューヨーク・メッツ戦（マーリンズ・パーク）に出場させると発表され、グリーンバーグにとって7年ぶりのメジャー復帰が決まった。この試合の6回裏にブライアン・ピーターセンの代打として出場し、この年奪三振王＆サイヤング賞となるR.A.ディッキーの前に3球で空振り三振に終わったが、場内の観客からは温かい拍手が送られ、グリーンバーグも大喜びした。この一日だけメジャーリーグでプレーしたことで、日割り勘定されて受け取るメジャーリーガーとしての最低報酬額が$3,000となるが、これはすべて、運動選手の脳疾患を研究する財団に寄付すると発表。

### ブルーフィッシュ復帰
2013年は、ボルチモア・オリオールズとマイナー契約を結んだ。しかし、開幕前の3月29日に解雇された。4月16日に古巣のブリッジポート・ブルーフィッシュと契約を結んだ。

### 引退
2014年2月に現役引退を表明した。

## 詳細情報

### 年度別打撃成績
| 年 度     | 球 団     | 試 合 | 打 席 | 打 数 | 得 点 | 安 打 | 二 塁 打 | 三 塁 打 | 本 塁 打 | 塁 打 | 打 点 | 盗 塁 | 盗 塁 死 | 犠 打 | 犠 飛 | 四 球 | 敬 遠 | 死 球 | 三 振 | 併 殺 打 | 打 率 | 出 塁 率 | 長 打 率 | O P S |
| --------- | --------- | ----- | ----- | ----- | ----- | ----- | -------- | -------- | -------- | ----- | ----- | ----- | -------- | ----- | ----- | ----- | ----- | ----- | ----- | -------- | ----- | -------- | -------- | ----- |
| 2005      | CHC       | 1     | 1     | 0     | 0     | 0     | 0        | 0        | 0        | 0     | 0     | 0     | 0        | 0     | 0     | 0     | 0     | 1     | 0     | 0        | ----  | 1.000    | ----     | ----  |
| 2012      | MIA       | 1     | 1     | 1     | 0     | 0     | 0        | 0        | 0        | 0     | 0     | 0     | 0        | 0     | 0     | 0     | 0     | 0     | 1     | 0        | .000  | .000     | .000     | .000  |
| 通算：2年 | 通算：2年 | 2     | 2     | 1     | 0     | 0     | 0        | 0        | 0        | 0     | 0     | 0     | 0        | 0     | 0     | 0     | 0     | 1     | 1     | 0        | .000  | .500     | .000     | .500  |

### 背番号
- 17 （2005年）
- 10 （2012年）